# Zonder titel (Piet Warffemius)
Aan de Amstelveenseweg in Amsterdam-Zuid staat een titelloos kunstwerk. Het staat op het voorterrein nabij de ingang van huisnummer 638.
Het kunstwerk bestaat uit een boom van brons en is een creatie van Piet Warffemius uit 2010. Vanuit de boomstam ontspruiten twee hoofdtakken, die zelf ook weer twee zijtakken hebben. Warffemius maakte het model eerst in golfkarton, maakte aan de hand daarvan de mal en goot er brons in. De structuur van het golfkarton is daarom aan twee kanten van het beeld nog zichtbaar. De andere twee vlakken zijn vlekkerig "glad". Het beeld zou een weergave zijn van de duurzame renovatie van het gebouw achter het beeld. De kunstenaar zelf: "Het bronzen beeld motiveert en inspireert en is een ode aan de natuur en de ecologie".   
Warffemius maakte meer versies van dit ontwerp, waarvan een van cortenstaal de titel Van 1 tot 4 meekreeg. De beide versies laten kale takken zien; er zijn echter ook varianten met ontluikende bladeren.

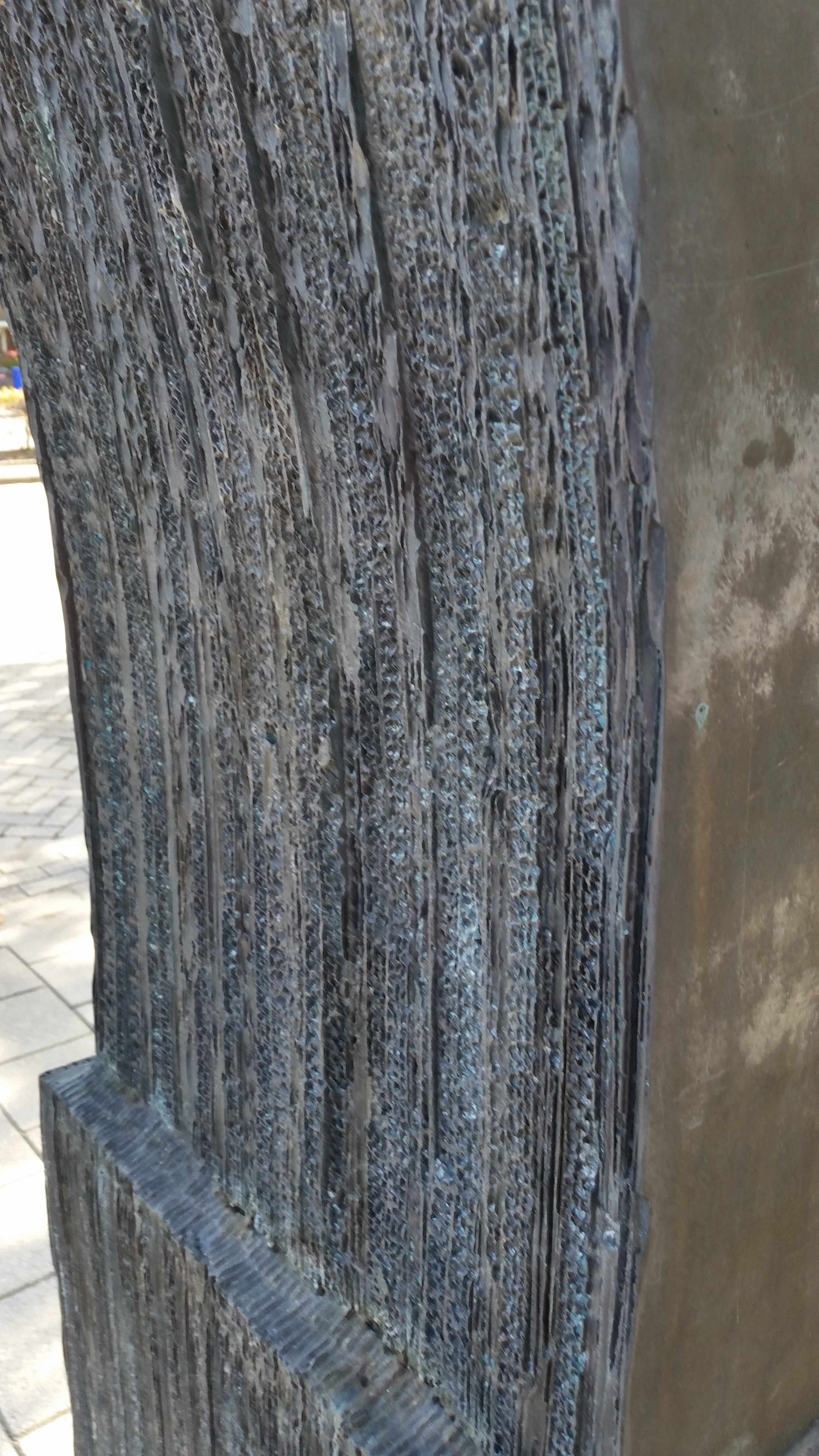
Golfkartonstructuur (oktober 2018)